# 山鹿市立山鹿小学校
山鹿市立山鹿小学校（やまがしりつ やまがしょうがっこう）は、熊本県山鹿市山鹿にある小学校。

## 沿革
- 1873年（明治6年） - 旧藩主細川氏の倉庫で開校
- 1886年（明治19年） - 文部大臣森有礼が、視察のため来校
- 1887年（明治20年） - 山鹿尋常小学校に改称
- 1903年（明治36年） - 北組分教室を廃し、本校に合併
- 1912年（明治45年） - 山鹿尋常高等小学校に改称
- 1941年（昭和16年） - 山鹿国民学校に改称
- 1947年（昭和22年） - 鹿本郡山鹿町立山鹿小学校に改称
- 1954年（昭和29年） - 山鹿市立山鹿小学校に改称
- 2013年（平成25年） - 山鹿市立川辺小学校を統合
- 2014年（平成26年） - 日本建築大賞を受賞
- 2023年（令和5年度） - 山鹿市立平小城小学校と山鹿市立三岳小学校を統合[1]

## 歴代校長
- 1873年(明治 6年) - 初代校長
- 現校長　熊野浩

## 委員会
- 図書
- 飼育
- 放送
- 給食
- 保健
- スポーツ
- 新聞掲示
- 花いっぱい
- 環境
- ニコニコ集会
- ベルマーク
- 生活・安全

## クラブ活動

### 運動部
- 野球部
- サッカー部
- ハンドボール部
- 陸上部
- バスケットボール部

### 文化部
- 音楽部
  - 2007年（平成19年）第74回全国学校音楽コンクール九州コンクール銀賞
  - 2008年（平成20年）第75回全国学校音楽コンクール九州コンクール銀賞
- 太鼓部

## 学校周辺
- 山鹿市役所
- 菊池川
- 国道325号
- 山鹿市立山鹿中学校